# كينيتشي كونيشي
كينيتشي كونيشي (باليابانية: 小西 健) هو لاعب هوكي الحقل ياباني، (ولد في هامهنغ في كوريا الشمالية 1909 – 1986 م).

## وصلات خارجية
- كينيتشي كونيشي على موقع أوليمبيديا (الإنجليزية)